# Pałac Alexandrów w Samotworze
Pałac Alexandrów w Samotworze (niem. Schloss Romberg) – zabytkowy pałac we wsi Samotwór (gm. Kąty Wrocławskie, pow. wrocławski, woj. dolnośląskie). Zlokalizowany jest przy zachodniej granicy Wrocławia, w centrum Dolnośląskiego Parku Krajobrazowego Doliny Bystrzycy.

## Historia
W roku 1776 Freiherr Gottlob von Saurma nabył mienie w miejscowości Romberg (obecnie Samotwór) położonej około 16 kilometrów na zachód od Wrocławia. Na zakupionym terenie, na jednym ze wzniesień znajdujących się przy rzece Bystrzycy, zlecił wybudowanie pałacu. Prace budowlane zostały przeprowadzone na podstawie projektu oraz pod nadzorem architekta Carla Gottharda Langhansa (m.in. architekta Bramy Brandenburskiej w Berlinie) i trwały wraz z wystawnym wykończeniem wnętrz (warsztat wrocławskiego rzeźbiarza i sztukatora Johanna Petera Echtlera) do roku 1781.
W 1846 roku kolejny właściciel pałacu – graf Zedlitz-Trützschler von Falkenstein – sprzedał go Juliusowi Freiherr von Richthofenowi. W rodzinie von Richthofen pałac Romberg pozostawał przez trzy pokolenia, aż do 1920 roku. W latach 1919/1920 obiekt został przebudowany przez wrocławskiego architekta Ericha Graua. Do 1945 roku pałac był własnością rodziny Jesdinskich. Po II wojnie światowej stał się częścią Wrocławskiej Akademii Rolniczej.
W roku 1995 pałac wystawiono na sprzedaż i rok później został zakupiony przez osobę prywatną. Przez następne 11 lat stał pusty, bez dokonania żadnych prac remontowych. W 2007 roku pałac został nabyty przez polsko-niemieckie małżeństwo Aleksandrę i Alexandra Watin, którzy podjęli się zadania przekształcenia go w obiekt hotelarsko-gastronomiczno-konferencyjny przy jednoczesnym zachowaniu jego zabytkowego charakteru.

## Architektura
Budynek klasycystyczny, wzniesiony na planie prostokąta, murowany z cegły i otynkowany, dwutraktowy, trzykondygnacyjny, przekryty dachem mansardowym z lukarnami, kryty częściowo dachówką, częściowo papą.
Główna elewacja zwrócona jest na południowy wschód w stronę folwarku. Na osiach dłuższych elewacji znajdują się płytkie, trójosiowe portyki ryzalitowi o czterech kolumnach wgłębionych podtrzymujących belkowanie i fronton z kartuszami herbowymi hrabiego Karla Moritza  von Zedlitz-Trützchlera und Falkenstein z około 1836 od frontu, natomiast od ogrodu Gottloba Albrechta von Saürma-Zülzendorf. Całość ogólnej kompozycji architektonicznej nawiązuje do wzorów palladiańskich i angielskich. Między oknami pierwszego i drugiego piętra w elewacji frontowej znajdują się prostokątne płyciny z laurowymi festonami i panopliami.
Nad głównym wejściem znajduje się stiukowa dekoracja w postaci głowy lwa, wyżej natomiast półkoliste nadświetlne. Wejściem w elewacji ogrodowej ozdabia stiukowa supraporta ze scenami mitologicznymi, przedstawiającymi czyny Herkulesa. We wnętrzu, w północnej części budynku zachował się owalny salon jońskimi kolumnami dźwigającymi belkowanie i płaską kopułę. Jego ściany zdobi bogata klasycystyczna sztukateria przypuszczalnie autorstwa Hansa Petera Echtlera z Wrocławia. Medaliony i supraporty ukazują personifikacje m.in.: Siły, Wierności, Męstwa, Zdrowia, Pokoju oraz sceny symboliczne.
W salonie zachował się także neoklasycystyczny kominek z 1919 r. oraz XVIII-wieczna podłoga, mozaika drewniana. W pozostałych pomieszczeniach znajdują się sklepienia z fasetami ze stiukowymi rozetami.
Po północno-zachodniej stronie pałacu rozciąga się park w stylu angielskim o powierzchni ok. 3 ha, założony pod koniec XVIII w., ale również ze znacznie starszym drzewostanem.
Na głównej bramie  wjazdowej do pałacu znajduje się herb Richthofenów i rok 1866.

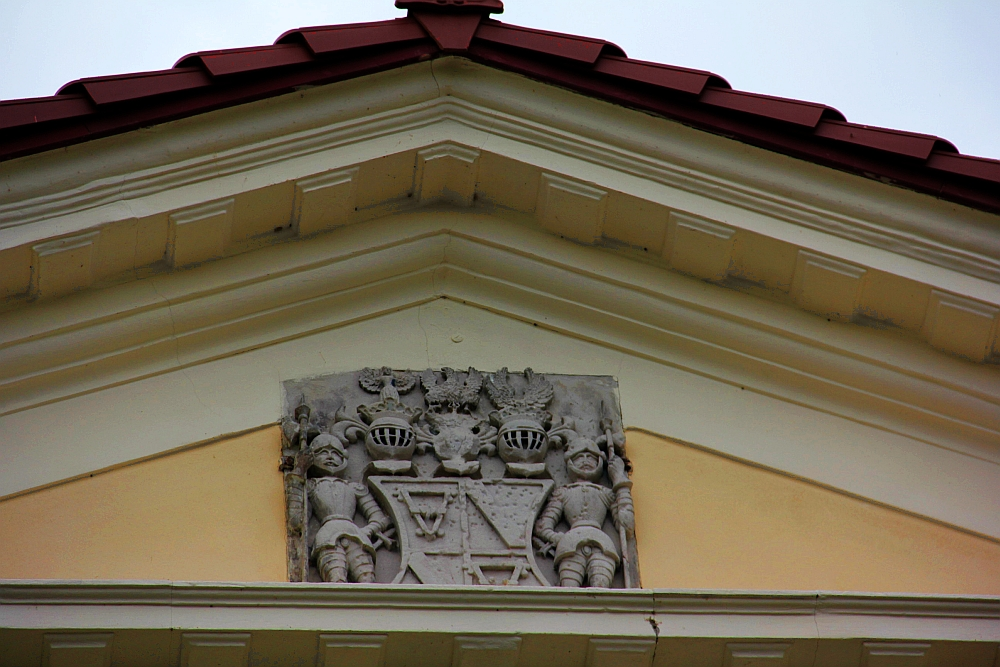
Herb Zedlitzów
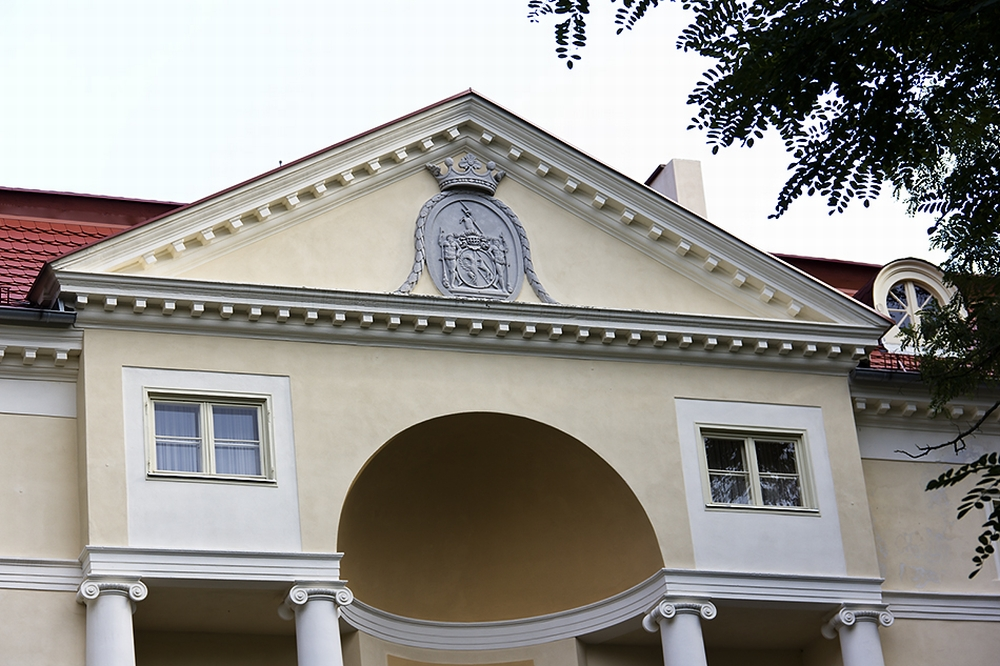
Elewacja ogrodowa z herbem  Saürma
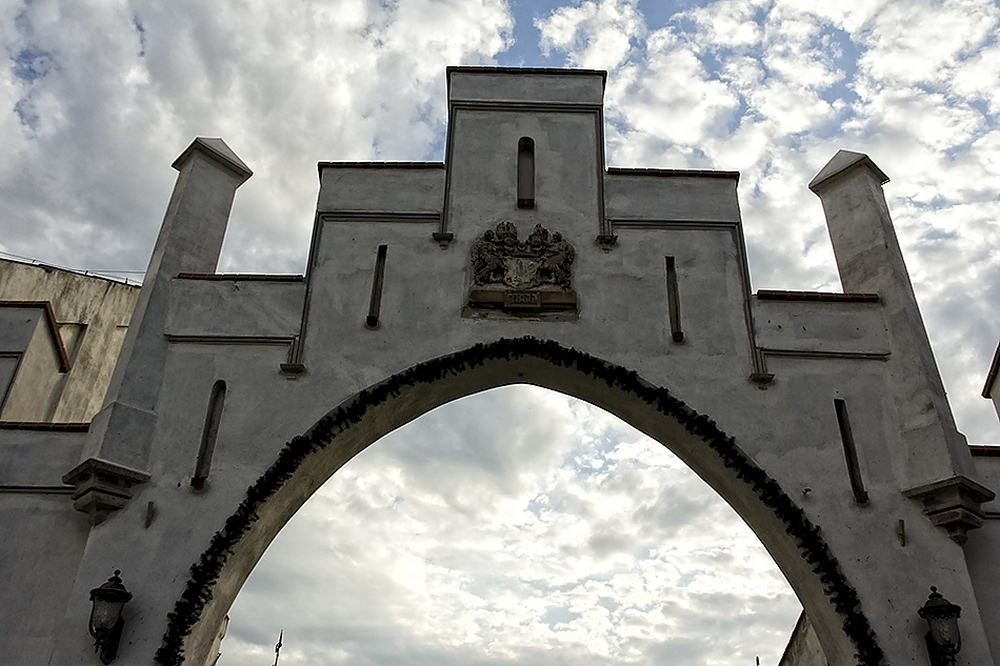
Herb Richthofenów i rok 1866